# Нік Джиллінгем
Нік Джиллінгем  (англ. Nick Gillingham, 22 січня 1967) — британський плавець, олімпійський медаліст.

## Виступи на Олімпіадах
| Олімпіада      | Дисципліна                    | Місце |
| -------------- | ----------------------------- | ----- |
| Сеул 1988      | плавання на 200 метрів брасом | 2     |
| Барселона 1992 | плавання на 100 метрів брасом | 7     |
| Барселона 1992 | плавання на 200 метрів брасом | 3     |
| Барселона 1992 | комплексна естафета 4 × 100   | 9     |
| Атланта 1996   | плавання на 200 метрів брасом | 4     |